# 더그의 첫번째 영화
더그의 첫번째 영화(Doug's 1st Movie)는 미국에서 제작된 모리스 조이스 감독의 1999년 애니메이션, 가족 영화이다. 제목에 언급되는 '더그'가 주인공으로 등장하는 애니메이션 시리즈 더그의 일기를 원작으로 하며 토머스 맥휴 등이 주연으로 출연하였고 데이빗 캠벨 등이 제작에 참여하였다.

## 줄거리
블러프코는 CEO 빌 블러프의 지휘 아래 럭키 덕 호수에 폐기물을 버리고 있었다. 이 오염은 더그 퍼니와 스키터 발렌타인이 발견한 친근한 생물을 만들어낸다. 그들은 그 생물을 더그의 집으로 데려와, 그가 모비딕 사본을 먹으려 하자 허먼 멜빌의 이름을 따서 그에게 이름을 지어준다. 그들이 그가 발견되는 것을 원치 않아, 그들은 그를 허마이오니라는 이름의 교환 학생으로 위장시키고, 이로 인해 더그의 연인 패티 메이요네즈는 그가 허마이오니에게 주는 모든 관심 때문에 질투심을 느끼게 되고, 학교 신문 기자 가이 그레이엄은 그녀에게 접근한다. 한편, 허먼에 대해 알게 된 로저 클로츠와 그의 부하들은 그를 납치하기 위해 로봇을 만들지만, 대신 로봇은 로저에게 매우 부담스럽게 군다.
더그와 스키터는 허먼을 티피 딩크 시장에게 보여주고, 시장은 블러프가 그들이 언론에 내보내려 하면 이야기를 덮을 것이라고 경고한다. 패티 앞에서 가이에게 비웃음을 당한 더그는 기자 회견을 열어 블러프가 호수에 하고 있는 일을 폭로하겠다고 약속한다. 처음에는 무시했지만, 가이는 허먼의 사진을 발견하고 더그가 진실을 말하고 있다는 것을 깨닫는다. 그는 블러프에게 통보하고, 블러프는 블러프코 요원들을 기자로 위장시켜 더그의 발표회에 보내 허먼을 붙잡게 한다. 더그는 속임수를 간파하고 회견을 취소하지만, 허먼은 결국 붙잡히고 패티는 이제 더그를 거짓말쟁이라고 믿는다. 더그는 모든 것이 자신의 이기심 때문에 허먼을 위험에 빠뜨린 자신의 잘못임을 깨닫는다.
다음날 아침, 학교 신문사에서 더그는 다가오는 발렌타인 데이 댄스에서 허먼이 학생들을 공격하고 블러프코 요원들에게 살해되었다는 가이의 기사를 발견한다. 가이와 블러프의 오염 은폐 계획을 깨달은 더그와 스키터는 로저와 알, 무 슬리치에게 도움을 요청한다. 댄스 당일 밤, 더그는 허먼을 구하기 위해 패티의 마음을 다시 얻을 마지막 기회를 포기한다. 슬리치 형제는 로저의 로봇을 가이의 기사에 나오는 괴물처럼 행동하도록 재프로그래밍하여 모두의 주의를 분산시키고, 그 동안 더그와 스키터는 허먼을 찾아 거대한 발렌타인 장식 속에 숨겨 학교 밖으로 몰래 데리고 나간다.
더그와 스키터는 허먼을 호수로 데려가 깨끗한 물에 풀어주는데, 그곳에서 블러프에게 직면하여 위협을 받는다. 그러나 블러프의 딸 비비와 딩크 시장은 블러프의 폭언을 엿듣고, 비비는 더그와 스키터를 모두 변호하고 딩크 시장은 블러프가 그녀와 상의하지 않으면 정부에 그의 행위를 폭로할 것이라고 넌지시 말한다. 자신을 파산시킬 수 있는 잠재적인 소송에 위협을 느낀 블러프는 자신의 회사가 럭키 덕 호수를 청소하는 것에 동의함으로써 패배를 인정한다. 허먼은 패티에게 자신을 드러내고, 패티는 더그가 자신에게 거짓말을 했다는 이유로 가이를 버리기 전에 더그가 진실을 말하고 있었다는 것을 깨닫는다. 일행이 허먼에게 작별 인사를 한 후, 더그는 패티에 대한 자신의 감정을 드러내려 하지만, 로저가 갑자기 나타나 자신의 로봇을 재프로그래밍해 준 것에 대해 감사하며, 로봇은 그를 쫓아낸다. 영화는 더그, 패티, 스키터, 비비를 제외한 모든 사람들이 다시 댄스로 돌아가고, 이들은 호수 옆에서 서로 춤을 추는 것으로 끝난다.

## 출연

### 주연
- 토머스 맥휴
- 프레드 뉴먼

### 조연
- 크리스 필립스
- 콘스탄스 슐먼
- 프랭크 웰커
- 더그 프레이스
- 가이 하들리
- 알리스 플레이튼
- 에디 코비치
- 데이빗 오브라이언
- 도리스 베랙
- 베카 리쉬
- 그렉 리
- 밥 보톤
- 브루스 베일리 존슨
- 프란 브릴
- 멜리사 그린스펀

## 제작진
- creator: 짐 진킨스
- Ass-PD: 브루스 냅